# Ba gạc hoa đỏ
Ba gạc hoa đỏ hay ba gạc thuốc, ba gạc Ấn Độ (danh pháp: Rauvolfia serpentina) là một loài thực vật có hoa trong họ La bố ma. Loài này được (L.) Benth. ex Kurz mô tả khoa học đầu tiên năm 1877.

## Hình ảnh

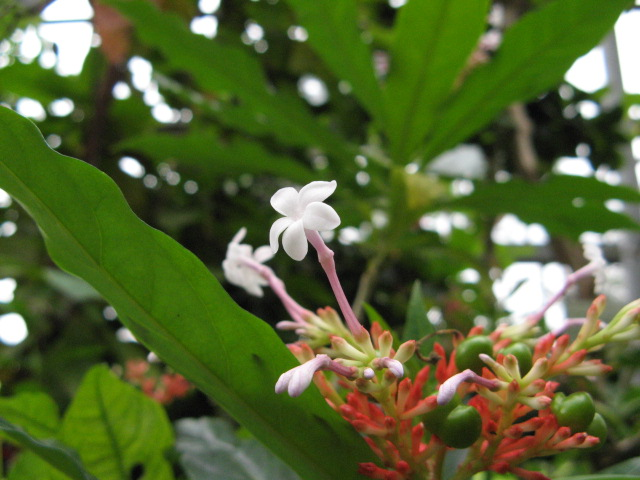
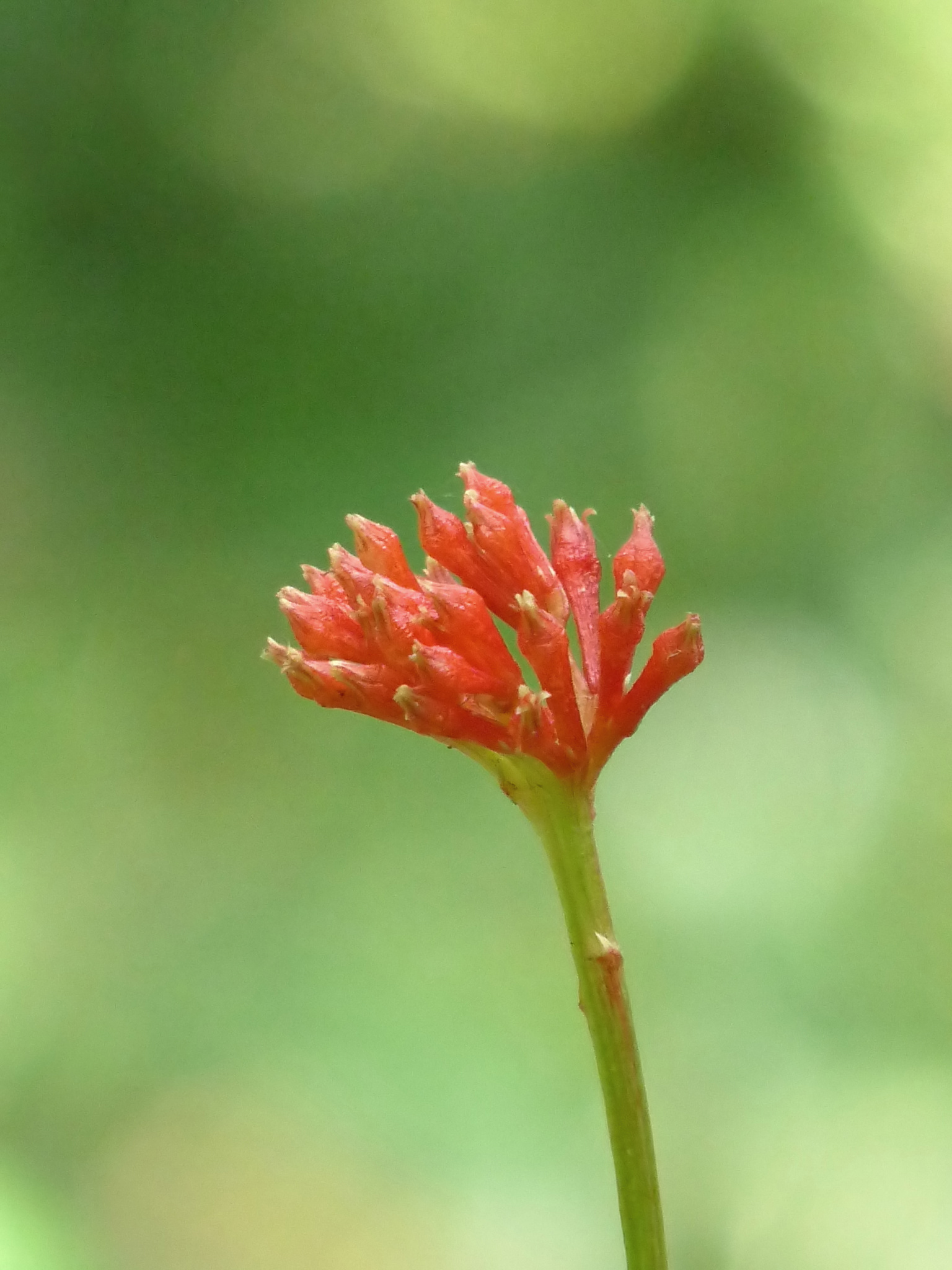
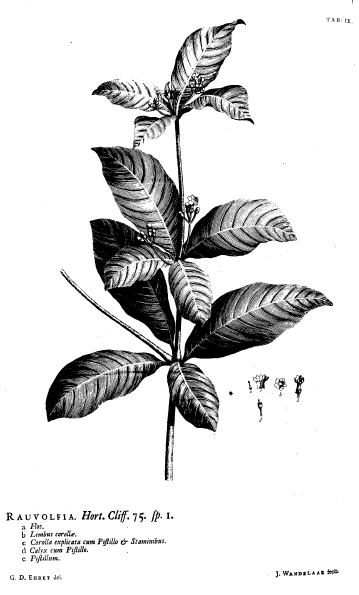
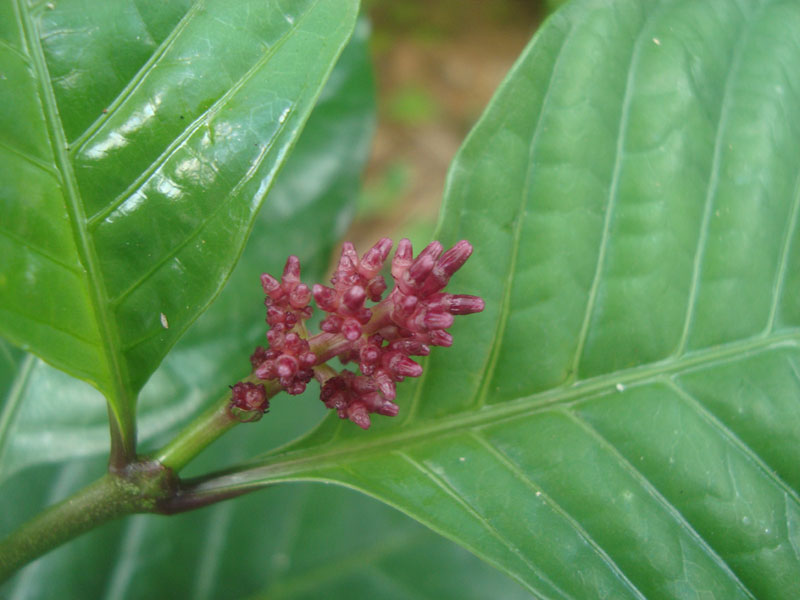